# Ілава (округ)
О́круг Ілава (словац. Okres Ilava) — округ (район) в Тренчинському краї Словаччини. Площа округу становить — 358,5 км², на якій проживає — 60 703 осіб (31.12.2009) Середня щільність населення становить — 169,3 осіб/км². Адміністративний центр округу — місто Ілава в якому проживає 5 539 жителів.

## Загальні відомості

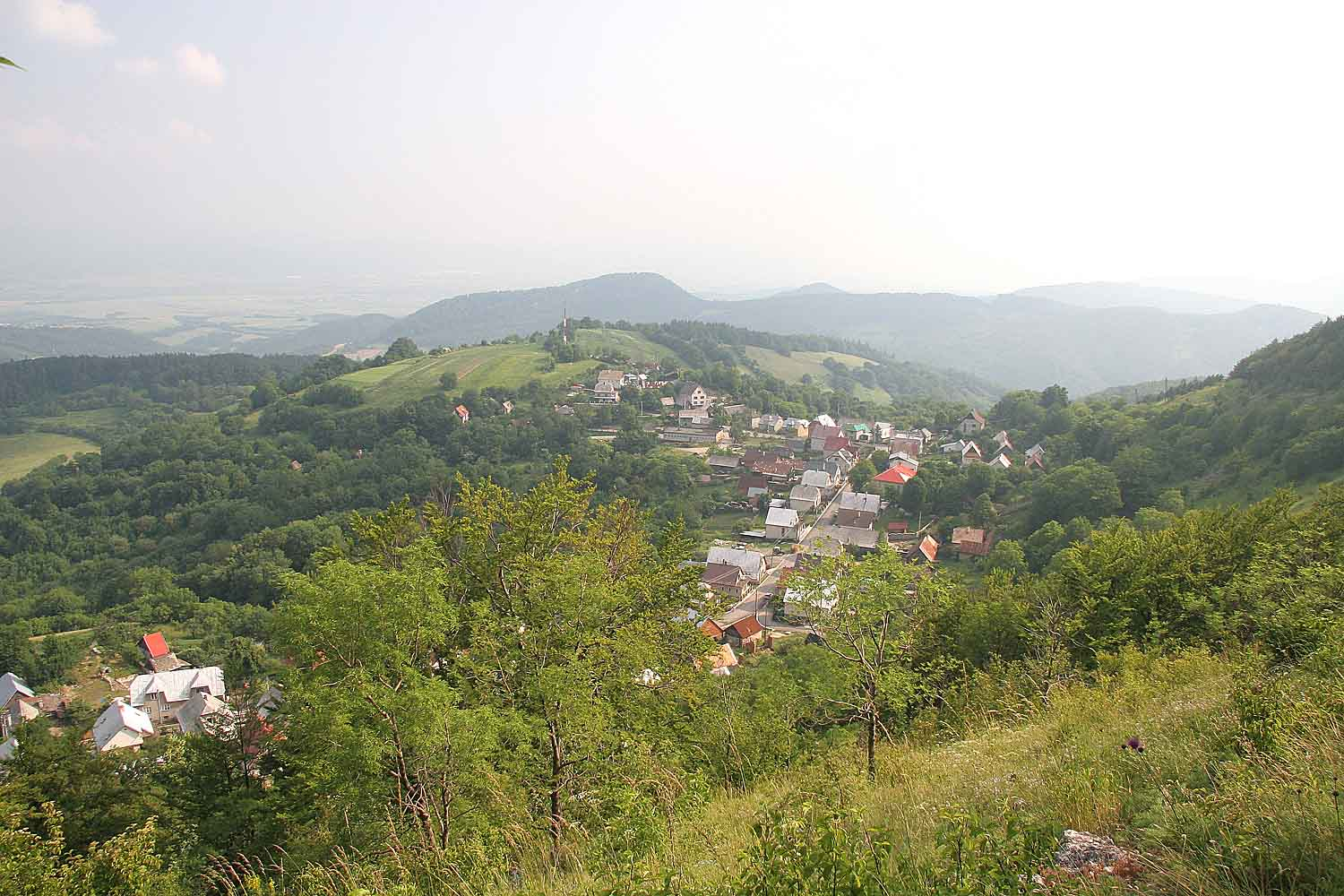
Округ Ілава.
Вид на Вршатське Подградьє

До 1918 року округ входив до складу угорського графства Тренчин. В сучасному вигляді округ був утворений у 1996 році під час адміністративно-територіальної реформи Словацької Республіки, яка набула чинності 24 липня 1996 року.

## Географія
Округ розташований у долині Вагу в північно-західній частині Словаччини. Він межує з округами: на північному сході — Пухов, Поважська Бистриця (Тренчинського краю) і Жиліна (Жилінського краю); на півдні і південному заході — Прєвідза, Тренчин (Тренчинського краю); на заході, північному заході межує із Чехією Розташовані Злєховські пагорби і Подманінські пагорби. Розташовані природоохоронні території Білий Верх і Кривоклатська ущелина.

## Статистичні дані
| Рік:            | 1994.  | 2004.   | 2014.   | 2024.   |
| --------------- | ------ | ------- | ------- | ------- |
| Кількість осіб: | 62 205 | 61 422  | 60 194  | 56 647  |
| Різниця:        |        | -1,25 % | -1,99 % | -5,89 % |

| Рік:            | 2023.  | 2024.   |
| --------------- | ------ | ------- |
| Кількість осіб: | 56 920 | 56 647  |
| Різниця:        |        | -0,47 % |

### Національний склад 2010:
- Словаки — 96,6 %
- Чехи — 1,4 %
- Роми — 0,2 %
- Угорці — 0,1 %
- Українці — 0,04 %
- інші національності — 1,66 %

### Конфесійний склад 2001:
- Католики — 81,0 %
- Лютерани — 2,0 %
- Грекокатолики — 0,1
- інші релігії та атеїсти  — 16,9 %

## Адміністративний поділ
Округ складається з 18 сільських муніципалітетів і 3 міст.

### Міста:
- Ілава
- Дубниця-над-Вагом
- Нова Дубниця

### Села:
Богуниці • Болешов • Борчиці • Вршатське Подградьє • Горна Поруба • Дулов • Злєхов • Каменічани • Кошеца • Кошецьке Подградьє • Кривоклат • Ладце • Микушовце • Пруське • Седмеровець • Славніца • Тухиня • Червени Камень